# Xiaoshuangqiao
Xiaoshuangqiao (小双桥; 小雙橋; Xiǎoshuāngqiáo) är en arkeologisk lokal efter en forna kinesisk stad från Mellersta Shangdynastin utanför dagens Zhengzhou i Henan i Kina. Xiaoshuangqiao ligger vid sydöstra stranden av Suoxufloden (索须河, en biflod till Huaifloden) ungefär 20 kilometer nordväst om dagens Zhengzhou.
Den arkeologiska lokalen upptar ett rektangulärt område på 1 400 000 kvadratmeter med långsidan fån norr till söder. I mitten av området finns grunden till väggarna till ett palatskomplex med en hög plattform. Den dominerande delen av utgrävda artefakter är rituella kärl.
Xiaoshuangqiao är tillsammans med Zhengzhou Shangstad och Yanshi Shangstad en av de viktigaste platserna för forskning kring Shangdynastins kronologi. Som en del i Kronologiprojektet Xia–Shang–Zhou bekräftades dateringen av Xiaoshuangqiao till 1435 till 1412 f.Kr. En sannolik identifiering av Xiaoshuangqiao är staden Ao (隞) som beskrivs i de historiska krönikorna.